# کشتی حمل گاز

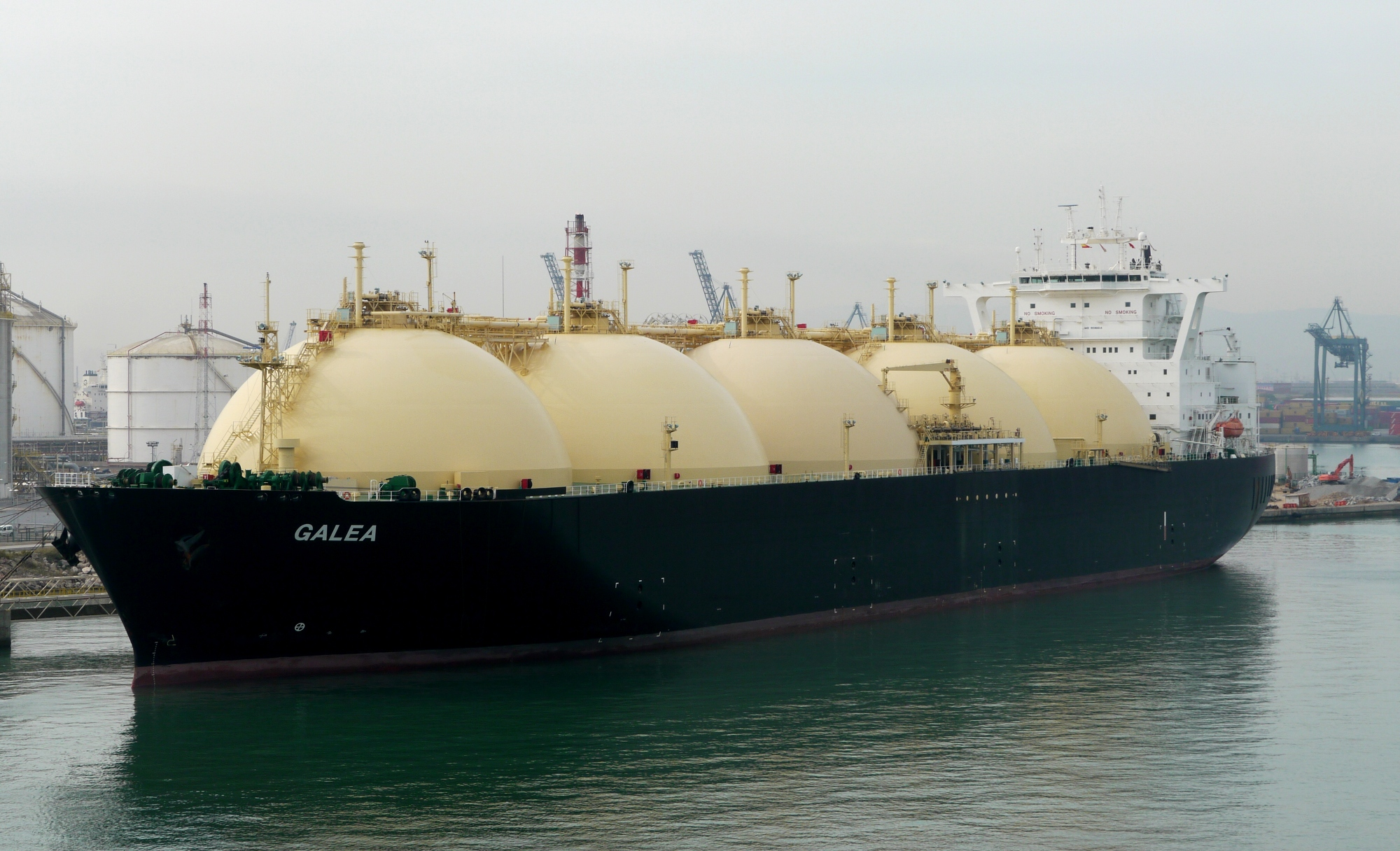
کشتی ترابری گاز طبیعی مایع Galea

کشتی حمل گاز یا گازکش، (به انگلیسی: Gas carrier) گونه‌ای از کشتی‌های نفتکش است که برای ترابری گازهای ال‌پی‌جی، ال‌ان‌جی و یا دیگر گازهای شیمیایی مایع‌شده (میعانات گازی) به صورت فله طراحی شده‌است.